# Góró Lajos
Agyagfalvi Góró Lajos (Déva, 1786. június 14. – Nagyszeben, 1843. november 14.) császári és királyi mérnöki alezredes.

## Életútja
Góró Miklós és Balia Sára fia. A bécsi császári és királyi ingenieur-akadémia növendéke volt; 1809-ben lépett a táborozó hadseregbe és mint tiszt kitüntette magát az asperni ütközetben és a pozsonyi hídfő védelmezésénél. 1813–15-ben Olaszországban katonáskodott és a béke helyreálltával Dalmáciába rendeltetett. Az 1821. évi nápolyi táborozás alatt Pompeiit tette tanulmánya tárgyává. A szicíliai Szent György-rend keresztes vitéze és 1828-tól a nápolyi Bourbon-Herculanumi és a római archeológiai társaság tagja volt. Az 1842. évi erdélyi országgyűlésen december 30-án az alapítandó erdélyi múzeumnak becses könyveket, éremgyűjteményt és festményeket ajándékozott.
Cikkei a Hormayr Archivjában (XV. 1824. Pompeji), a Tudományos Gyűjteményben (1826. VIII. András herczegnek Nagy Lajos testvéröcscsének emlékköve 1345-ből.)

## Munkái
- Egy ének Aszpern ütközete után. Pozsony, 1809.
- Wanderungen durch Pompeii. Wien, 1825. (20 rézmetszettel és kőny. táblával.)
- Főmélt. báró Palotai Frimont János antrodokói herczeg... tiszteletére készített versek, midőn ő cs. k. felsége kegyelméből nyert és Bihar vármegyében fekvő palotai uradalmába törvényesen bévezettetett aug. 25. 1828. Nagy-Várad.